# Geraldo Delamore
Geraldo Delamore, właśc. Geraldo Magela Delamore Moreira (ur. 5 kwietnia 1963 w Mariana) – brazylijski trener piłkarski.

## Kariera trenerska
W latach 1998–2005 pracował jako trener w Caxias, Grêmio, São Caetano i Atlético Mineiro. W 2007 roku został zaproszony do sztabu szkoleniowego klubu Al-Ain ze Zjednoczonych Emiratów Arabskich, gdzie najpierw pracował w zespole trenerskim, a następnie objął kierownictwo klubu. Od 2008 do 2010 pracował w Brasil de Farroupilha i Sapucaiense. Do lipca 2013 pracował jako asystent trenera w Corinthians Paulista. 1 stycznia 2014 został powołany na stanowisko trenera EC Juventude. 19 lutego 2014 został zwolniony z klubu. W lipcu 2016 dołączył do sztabu trenerskiego Cruzeiro EC.